# Карельская, Римма Клавдиевна
Ри́мма Кла́вдиевна Каре́льская (1927—2014) — советская балерина, советский и российский балетный педагог. Народная артистка РСФСР (1967).

## Биография
Родилась 16 апреля 1927 года в Калуге. Окончила Московское хореографическое училище (ныне Московская государственная академия хореографии), педагог М. А. Кожухова.
В течение 27 лет (с 1946 по 1973 годы) была солисткой балетной труппы Большого театра, где выступала на сцене в ведущих балетных партиях и продолжала совершенствоваться под руководством педагога-репетитора Большого театра Марины Семёновой.
«Двойная роль Одетты-Одиллии в исполнении Риммы Карельской отличалась высокой сценичностью, завершенностью движений, особенно подчеркнутых в наиболее важных сценах спектакля. Балерина покорила публику, доказав ещё раз, что виртуозность не исключает актерского мастерства» — так писали в рецензиях на выступления Большого театра на первых парижских гастролях (1958 г.).
В 1971—1974 годах была педагогом классического танца в Концертном ансамбле Классический балет.
С 1973 года педагог, в 1974—2007 годах — балетмейстер-репетитор Большого театра.
«Исполнительское мастерство отличало лёгкость и широта прыжков, хорошая техника вращения, академическая чистота классического танца».
С 1974 по 2007 год — балетмейстер-репетитор Большого театра. .
10 марта 1995 года Римма Карельская вместе с несколькими другими выдающимися деятелями Большого театра приняла участие в забастовке — срыве спектакля «Ромео и Джульетта» Юрия Григоровича — в знак протеста против смены руководства театра: тогда гендиректором назначили Владимира Коконина, а артистическим директором — Владимира Васильева: вместо означенного в афише балета на сцену к зрителям вышли 14 известных прославленных мастеров и объяснили ошеломленной публике причины и суть происходящего. Суд поддержал решение администрации театра, уволившей «заговорщиков», однако многие были незамедлительно прощены и возвращены: Наталья Бессмертнова до конца своих дней работала педагогом-репетитором, а Римма Карельская принимала деятельное участие в возобновлении (2010 год) спектакля «Ромео и Джульетта» Ю.Григоровича.
В апреле 2007 года Большой театр отмечал день рождения балерины и педагога Риммы Клавдиевны Карельской и в честь её юбилея посвятил ей спектакль «Лебединое озеро» 19 апреля (через три дня после официального дня рождения), в главной партии — Светлана Захарова.
Скончалась 25 сентября 2014 года в Москве. Похоронена на Переделкинском кладбище.

## Семья
Муж — Глеб Евдокимов (1923—1994) — артист балета и педагог, партнёр Е. Максимовой в балете Жизель (1958). В 1959-70 (по другим данным, до 1969) преподавал в Московском государственном хореографическом училище (среди учеников — А. Кондратов, М. Габович, В. Тедеев, М. Лавровский).

## Балетные партии
- 1947 — Зима («Золушка» С. Прокофьева, хореография Р. Захарова)
- 1952 — Фея Сирени («Спящая красавица» П. Чайковского в постановке М. Габовича и А. Мессерера)
- 1953 — Одетта-Одиллия («Лебединое озеро» П. Чайковского, постановка Е. Долинской по хореографии А. Горского, Л. Иванова, хореография 4-го акта А. Мессерера)
- 1954  — Персидка (опера «Хованщина» М. Мусоргского, хореография Р. Захарова)
- 1955 — Раймонда («Раймонда» А. Глазунова, хореография М. Петипа, А. Горского, Л. Лавровского)
- 1955 — Мирта («Жизель» А.Адана, хореография Ж.Коралли, Ж.Перро, М.Петипа в редакции М.Лавровского)
- 1956 — Уличная танцовщица («Дон Кихот» Л. Минкуса, хореография А. Горского)
- 1957 — Зарема («Бахчисарайский фонтан» Б. Асафьева, хореография Р. Захарова)
- 1957 — Лауренсия («Лауренсия» А. Крейна, хореография В. Чабукиани)
- 1959 — мазурка («Шопениана» на музыку Ф.Шопена, хореография М.Фокина)
- 1959 — Царица бала («Медный всадник» Р. Глиэра, хореография Р. Захарова)
- 1960 — Царь-девица — первая исполнительница («Конек-Горбунок» Р. Щедрина в постановке А. Радунского)
- 1962 — Гаянэ («Гаянэ» А. Хачатуряна хореография В. Вайнонена, режиссёр Э. Каплан)
- 1963 — Фрейлина («Подпоручик Киже» С. Прокофьева, хореография А. Лапаури и О. Тарасовой)
- 1964 — Жар-птица («Жар-птица» И. Стравинского, хореография М.Фокина)
- 1970 — Одетта-Одиллия («Лебединое озеро» в редакции Ю. Григоровича)
- 1970 — Повелительница дриад («Дон Кихот» Л. Минкуса, хореография А. Горского)

В 1997 году участвовала в возобновлении танцев в хореографии Р. Захарова (постановка 1945 года) в новой версии оперы «Иван Сусанин» М. Глинки.

## Награды и звания
- Орден Дружбы (22.03.2001)[7]
- орден Трудового Красного Знамени (25.05.1976)[8]
- орден «Знак Почёта» (15.09.1959)
- народная артистка РСФСР (1967)
- заслуженная артистка РСФСР (1962)
- медаль Парижской академии танца (1958) — за исполнение партии Одетты в «Лебедином озере».